# Ectropothecium sikkimense
Ectropothecium sikkimense là một loài Rêu trong họ Hypnaceae. Loài này được (Renauld & Cardot) Renauld & Cardot mô tả khoa học đầu tiên năm 1905.